# Pieter Omtzigt
Pieter Herman Omtzigt (Den Haag, 8 januari 1974) is een Nederlands politicus. Hij was van 2003 tot 2025 volksvertegenwoordiger in de Tweede Kamer der Staten-Generaal, met korte onderbrekingen in 2010 en 2021. Omtzigt verkreeg brede waardering voor het aankaarten in de landelijke politiek van misstanden bij de uitvoering van het toeslagenstelsel. De toeslagenaffaire die mede door zijn kritiek aan het licht kwam leidde in januari 2021 tot de val van het kabinet-Rutte III.
Van 2000 tot 2021 was Omtzigt lid van het Christen-Democratisch Appèl (CDA), vervolgens zat hij twee jaar als 'afsplitser' in de Kamer. In 2023 was hij mede-oprichter van de partij Nieuw Sociaal Contract (NSC) met een verkiezingsprogramma dat in de eerste plaats ging om hervormingen van het openbaar bestuur en versterking van het dualistische systeem in de politiek. De nieuwe partij werd met twintig zetels in de Tweede Kamer verkozen. Anderhalf jaar later verliet hij de politiek wegens gezondheidsredenen.

## Jeugd, studie, start loopbaan
Omtzigt werd in 1974 geboren als één van een tweeling. Zijn vader Jan Omtzigt (1939–2019) was achtereenvolgens rijksambtenaar bij de PTT, en directeur van retraitehuis De Zwanenhof bij Zenderen. Namens het Aartsbisdom Utrecht was J. Omtzigt tevens gedelegeerde voor het katholiek onderwijs, en diaken in de Elisakerk te Almelo. Met zijn ouders en twee broers verhuisde Omtzigt rond zijn vijfde verjaardag van Wassenaar naar Borne. Hij doorliep het gymnasium aan het R.K. Lyceum De Grundel in Hengelo. Volgens zijn moeder was Omtzigt van jongs af aan bezig met politiek, leergierig en breed georiënteerd.
Van 1992 tot 1996 studeerde Omtzigt aan de Universiteit van Exeter in Engeland, waar hij een BA graad behaalde in Economie en Statistiek met Europese studies. Tussentijds studeerde hij het studiejaar 1994 en 1995 in een uitwisselingsprogramma aan de Libera Università Internazionale degli Studi Sociali Guido Carli (LUISS) in Rome. Van 1991 tot 1993 was Omtzigt lid van het hoofdbestuur van de vakbond CNV Jongeren. Na zijn studie deed Omtzigt promotieonderzoek aan het European University Institute in Florence. Hij promoveerde in december 2003 (PhD in econometrie) op een proefschrift getiteld Essays in Cointegration Analysis. Omtzigt was van 2000 tot 2002 onderzoeker aan de Università degli Studi dell'Insubria in Varese, Italië. Vanaf 2002 was hij post-doctoraal onderzoeker aan de vakgroep Kwantitatieve Economie van de Universiteit van Amsterdam.

## Politieke loopbaan

### Beginjaren landelijke politiek (2003-2009)

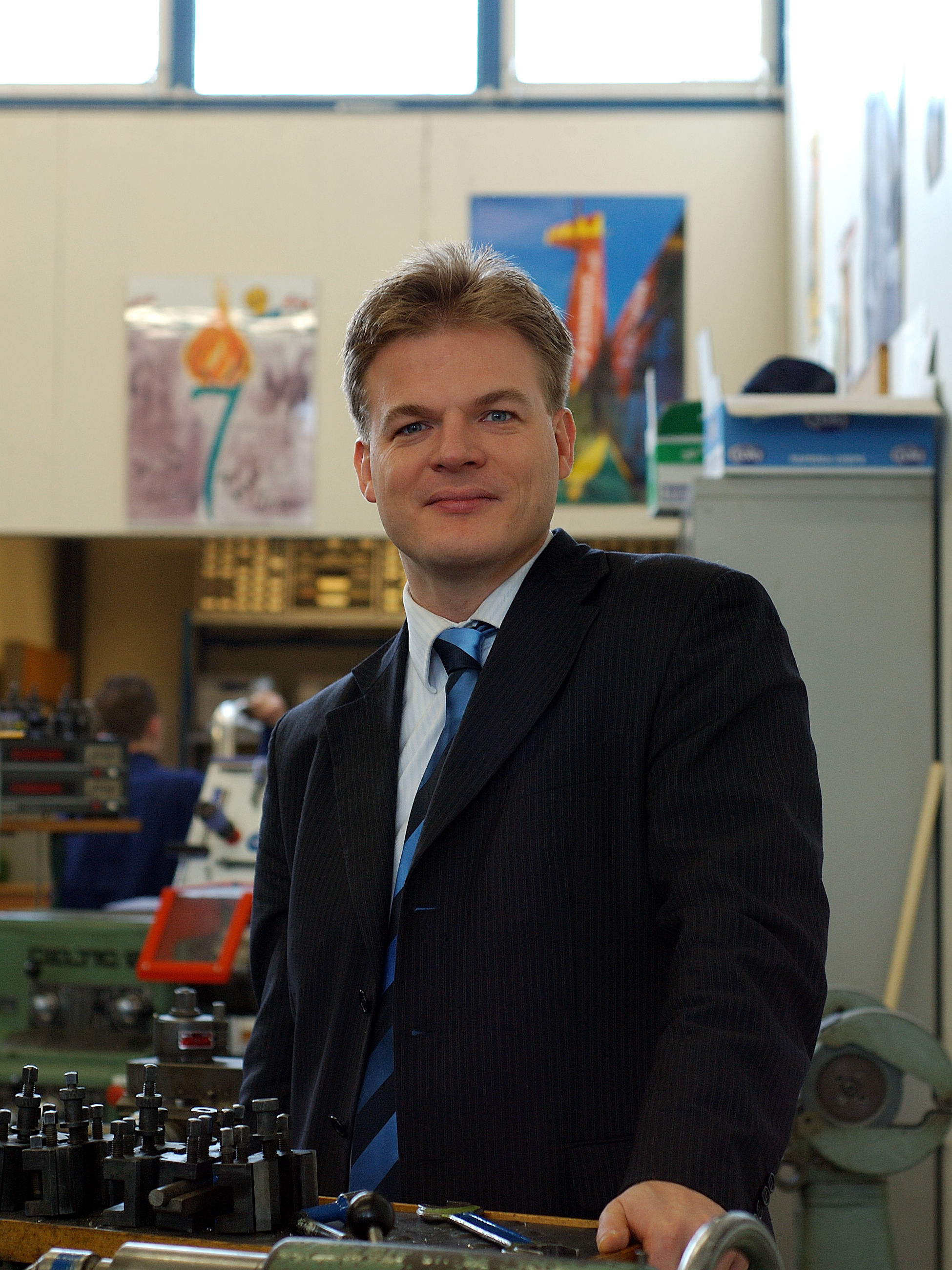
Omtzigt omstreeks 2006

Bij de Tweede Kamerverkiezingen van 2003 werd Omtzigt, nog zonder politieke ervaring, op de 51e plaats van de kandidatenlijst van het CDA geplaatst. De positie was niet voldoende voor een kamerzetel, maar hij kwam op 3 juni 2003 alsnog in het parlement nadat een aantal CDA-Kamerleden toetrad tot het kabinet-Balkenende II. In het parlement ontwikkelde hij zich tot expert op het gebied van pensioenen. Kritische uitlatingen in de zomer van 2004 over de storting van 1,5 miljoen euro in de pensioenpot voor directieleden van De Nederlandsche Bank, die al met 62 jaar met pensioen konden, wekten de toorn van directeur en prominent CDA'er Nout Wellink en de partijtop. In een open brief noemde Wellink de kritiek 'tendentieus en kwetsend', "DNB en PVK zijn zich er zeer van bewust een publieke functie te hebben en om te gaan met publiek geld". In een interview met NRC Handelsblad in 2004 pleitte hij voor een samenhangend gezins- en familiebeleid om een krimpende bevolking, vergrijzing en een daarmee gepaard gaande druk op pensioenstelsels tegen te gaan. Hij sprak zich uit voor betere schoolopvang, en tegen financiële prikkels voor gezinnen om meer nakomelingen te krijgen.
Vanaf november 2004 is Omtzigt lid van de Parlementaire Assemblee van de Raad van Europa en de West-Europese Unie. Hij is vicevoorzitter van het Monitoring Committee en zet zich in voor mensenrechten van christenen in het Midden-Oosten, met name de Syrisch-orthodoxe Kerk in Turkije, Irak en Syrië. De Raad heeft de bevoegdheid, landen die mensenrechten schenden onder curatele te stellen.
Bij de Tweede Kamerverkiezingen van 2006 stond Omtzigt op een 37e plaats. Doordat zijn partij 41 zetels haalde, werd hij direct gekozen.
Als rapporteur van de Raad van Europa speelde Omtzigt een rol bij het tot stand brengen van een verdrag, dat de aangesloten landen verplicht om onder voorwaarden elkaar gegevens te verstrekken over banktegoeden van burgers. Dit om zwart geld uit misdaad en belastingfraude beter te kunnen opsporen en vorderen. Belastingparadijzen als Zwitserland en Luxemburg maken deel uit van het Verdrag van Den Haag.

### Rapporteur EU en Raad van Europa, kritisch 'dossiervreter' (2010-2017)
Bij de Tweede Kamerverkiezingen van 2010 stond Omtzigt op de 29e plaats van de kandidatenlijst van het CDA. Door een groot verlies van zijn partij werd hij niet direct herkozen. Tijdens de kabinetsformatie Nederland 2010 maakte hij deel uit van het zogenaamde Javaberaad dat kritisch was op samenwerking met de PVV, maar hij stemde op het CDA-formatiecongres 2010 uiteindelijk wel voor samenwerking. Nadat een aantal CDA-Kamerleden als bewindspersoon toetraden tot kabinet-Rutte I kon hij in oktober 2010 toch terugkeren op een van de opengevallen zetels in de Kamer. 
Omtzigt interpelleerde in juni 2011 minister van Volksgezondheid Edith Schippers over het Elektronisch patiëntendossier (EPD). Een maand later vroeg Omtzigt aan Schippers of er mogelijkheden zijn om ex-neuroloog Ernst Jansen Steur tuchtrechtelijk te vervolgen en daardoor op een zwarte lijst geplaatst te krijgen, wat ervoor moet zorgen dat hij niet meer elders aan het werk kan. In 2012 bracht hij een initiatiefnota uit over de situatie van het Syrisch-orthodoxe Mor Gabriel-klooster en Arameessprekende christenen in Turkije. Omtzigt wilde dat minister van Buitenlandse Zaken Uri Rosenthal bezwaar zou maken tegen de dreigende grondonteigening van het klooster door de Turkse staat.
In 2012 werd Omtzigt door de Tweede Kamer aangewezen als Nederlands rapporteur bij de door de Europese Commissie voorgenomen hervormingen van de nationale pensioenstelsels. Europa overwoog in een nieuwe richtlijn onder meer, strengere eisen te stellen aan pensioenfondsen, waardoor tientallen miljarden extra als buffer in kas zouden moeten worden gehouden. Tot zijn taken hoorde het observeren van de politieke gang van zaken rond de voorstellen, er verslag over te doen in de Kamer en het Nederlandse standpunt in Brussel te verdedigen. In deze rol hekelde Omtzigt de voorgenomen bemoeienis van de Europese Unie met de Nederlandse pensioenvoorzieningen. In de Kamer heeft hij tweemaal een motie ingediend die breed werd gesteund, om invloed uit Brussel op de Nederlandse pensioenen te blokkeren. Als gevolg hiervan ging een deel van het pensioenplan van de Europese Commissie niet door: het verzet uit Nederland heeft met succes prudentieel toezicht en buffereisen à la Solvency II uit de richtlijn gehouden. In juni 2012 liet Omtzigt weten zo snel mogelijk opheldering van de Europese Unie te willen over de plannen van EU-voorzitter Herman Van Rompuy om lidstaten hervormingen in het pensioenstelsel op te leggen. Omtzigt vond ingrijpen door de EU alleen acceptabel als een pensioenstelsel van een land financieel onhoudbaar blijkt te zijn. Op 6 september sprak Omtzigt in Brussel met Eurocommissaris Michel Barnier over de toekomst van het pensioen in de Europese Unie. Nederland zou volgens hem een gele kaart moeten trekken en er bij Europese parlementen  op aandringen hetzelfde te doen tegen zeggenschap van Europa op de nationale pensioenpot.
Bij de Tweede Kamerverkiezingen van 2012 werd Omtzigt door de CDA-kiescommissie aanvankelijk niet op de kandidatenlijst gezet. Dit omdat hij zich intern verzet had tegen de gedoogsamenwerking met de PVV in kabinet-Rutte I. Na een actie, opgezet door Twentse afdelingen van zijn partij en gesteund door verscheidene partijprominenten, kende het CDA-verkiezingscongres Omtzigt de 39e plaats toe. Dat zou in principe een te lage plaats zijn om herkozen te worden, waarop een intensieve persoonlijke verkiezingscampagne werd gestart die gesteund werd door de pensioensector. Hij kreeg 36.750 voorkeurstemmen (15.708 waren er nodig geweest om zonder partijsteun in de Kamer gekozen te worden). In de veertien Twentse gemeenten behaalde hij alleen al 27.348 stemmen. Hij was het enige CDA-lid dat via voorkeurstemmen gekozen werd.
Op 6 november 2013 werd Omtzigt door de Raad van Europa benoemd tot rapporteur afluisteren en klokkenluiders. Opgave was te onderzoeken wat er wordt afgeluisterd, wie daarbij met wie samenwerkt en in hoeverre daarbij de regels worden overtreden. Ook moest hij gaan onderzoeken wat voor regels er moeten komen op het gebied van afluisteren en hoe die te handhaven zijn.
In 2015 probeerde Omtzigt te achterhalen welke Nederlanders (of hun nabestaanden) van de Duitse overheid nog steeds een pensioen genieten omdat ze tijdens de Tweede Wereldoorlog in Duitse krijgsdienst hebben gezeten en over die toelage geen belasting betaalden. Op 13 september 2019 stelde de Nederlandse regering de kwestie opnieuw bij het kabinet-Merkel IV aan de orde. Zowel Otto Fricke van de liberale FDP als Omtzigt eiste een reactie van de Duitse regering.
Ook in 2015 stelde hij Kamervragen over de heling van het beklemd vermogen door Aegon, opgebouwd voor de pensioenen van de Rotterdamse havenwerkers. De uitgever besloot een alinea uit het boek Pensioenmiljoenen van het Kamerlid te schrappen.
In maart 2017 maakte Omtzigt kenbaar dat de Europese Unie (EU) het associatieverdrag met Turkije moest opzeggen, waarin onder meer behoud van een Turks paspoort en geen verplichting tot inburgering geregeld staan. "Nederland moet de wet veranderen, zodat onvrije regimes hier niet onbeperkt politieke activiteiten kunnen ontplooien", aldus Omtzigt. Vanaf 2021 moeten Turken verplicht inburgeren.
In november 2017 raakte Omtzigt in opspraak omdat hij volgens NRC Handelsblad in mei dat jaar een Oekraïner een valse getuigenis had laten afleggen over het neerstorten van Malaysia Airlines-vlucht 17. Hij erkende via Twitter dat hij onzorgvuldig gehandeld had en legde enkele dagen later het woordvoerderschap over het MH17-dossier neer. Echter ook NRC Handelsblad kreeg zware kritiek op haar journalistieke handelwijze.
In 2017 werd Omtzigt door de Raad van Europa benoemd tot bijzonder rapporteur in een onderzoek naar de moordzaak van Daphne Caruana Galizia. Zijn taak was na te gaan of het moordonderzoek in Malta eerlijk verliep.

### Toeslagenaffaire
Vanaf 2019 kwam Omtzigt, samen met Tweede Kamerleden Renske Leijten (SP) en Farid Azarkan (DENK), op voor gedupeerde ouders bij afhandeling van aanvragen voor, en controle op uitvoering van de Toeslagenwet waarbij ruim 25.000 gezinnen onrecht werd aangedaan. Dit ontwikkelde zich tot de toeslagenaffaire. Nadat D66-staatssecretaris van Financiën Menno Snel eind 2019 opgestapt was vanwege deze affaire, werd Omtzigt door de coalitietop gevraagd om hem op te volgen. Omtzigt wees dit aanbod af. In het kader van de toeslagenaffaire werden ambtenaren en (oud-)bewindslieden gehoord door de ingestelde parlementaire ondervragingscommissie Kinderopvangtoeslag. De bevindingen van deze commissie leidden uiteindelijk tot de val van het kabinet-Rutte III, in januari 2021. Leijten en Omtzigt ontvingen, als erkenning voor hun aanhoudende inspanningen, de onderscheiding Politieke Prestatie van 2019.
De kritiek en zelfkritiek in het schandaal voerde, onder leiding van Omtzigt, ook tot het besluit van de Tweede Kamer om door een onafhankelijke instantie te laten onderzoeken hoe het staat met de rechtsbescherming van burgers in Nederland, en hoe het stelsel van macht en tegenmacht in de praktijk functioneert. Het onderzoek werd opgedragen aan een gezaghebbende buitenstaander: de Venetië-commissie van de Raad van Europa. Het rapport dat uit dit onderzoek voortkwam hekelt onder meer de tegenwerking van kritische Tweede Kamerleden, zoals bleek uit gelekte notulen van de ministerraad, de coalitiedwang (fractiediscipline) die daaraan ten grondslag ligt en de politieke cultuur die dit in stand hield.

### Periode van verandering (2020-2023)

#### CDA-lijsttrekkersverkiezing
Toen het CDA in juni 2020 een lijsttrekkersverkiezing aankondigde, met het oog op de Tweede Kamerverkiezingen van maart 2021, stelde Omtzigt zich op 25 juni als vierde persoon kandidaat. Nadat Kamerlid Martijn van Helvert zich op 30 juni terugtrok ging de strijd uiteindelijk tussen minister en vicepremier Hugo de Jonge, staatssecretaris Mona Keijzer en Omtzigt. Op 11 juli 2020 werd in evenementenhal De Remise de uitslag bekendgemaakt en bleek er een tweede ronde nodig: De Jonge kreeg 48,7% van de stemmen, 39,7% ging naar Omtzigt. De Jonge kwam 248 stemmen tekort om een tweede ronde te voorkomen. Keijzer riep haar stemmers op in de volgende ronde Omtzigt te steunen.
De tweede ronde, waarvan de uitslag op 15 juli 2020 bekend werd gemaakt, verloor Omtzigt met 49,3% tegenover 50,7%. Een maand na de lijsttrekkersverkiezingen werden fouten ontdekt in de stemmingen. Zeker zes verwisselingen kwamen aan het licht; men stemde op de ene kandidaat en kreeg een bedankje voor een stem op de andere. Onder meer Keijzer zette vraagtekens bij het verloop waardoor het partijbestuur zich genoodzaakt zag een extern onderzoek te laten doen. Dat leverde geen wijzigingen op.

#### Boek 'Een nieuw sociaal contract'
In aanloop naar de Tweede Kamerverkiezingen bracht Omtzig in maart 2021 het boek Een nieuw sociaal contract uit dat meteen op nummer twee binnenkwam in De Bestseller 60. Hierin voert de filosoof en columnist Welmoed Vlieger een vraaggesprek met hem. Omtzigt geeft als zienswijze dat er in Nederland problemen zijn met de balans van macht en tegenmacht en de mechanismen van de rechtsstaat in de praktijk niet altijd goed functioneren, zoals uit het kinderopvangtoeslagenschandaal bleek. Omtzigt pleit vanuit eigen ervaringen in de politiek voor een nieuw sociaal contract. Het gedachtegoed is gebaseerd op de sociale, katholieke leer en gaat uit van het idee dat burgers en overheid een contract met elkaar sluiten, de overheid als ‘schild’ voor de zwakkeren.

#### Tweede Kamerverkiezingen en ophef rond kabinetsformatie 2021
Eind februari 2021, midden in de campagne, gaf Omtzigt aan gas terug te moeten nemen om tot rust te komen. Bij de Tweede Kamerverkiezingen in maart 2021 behaalde Omtzigt 342.472 voorkeurstemmen, waarvan er 67.626 afkomstig waren uit Overijssel. Ophef ontstond toen er op 23 maart 2021 een artikel werd gepubliceerd door opinieblad HP/De Tijd van de hand van Ton F. van Dijk over een fluistercampagne door leden van de CDA-partijtop. Die zou Omtzigt bewust als "labiel" afschilderen. Ook zou hij volgens Van Dijk, die zich zei te baseren op informatie van "ingewijden", zoveel mogelijk buiten de verkiezingscampagne zijn gehouden.
Kort daarna werd aan het begin van de kabinetsformatie een interne notitie van verkenner Kajsa Ollongren bekend omdat deze - abusievelijk - door een persfotograaf deels leesbaar werd gefotografeerd en door het Algemeen Nederlands Persbureau (ANP) deels leesbaar werd gepubliceerd. Daarop stond onder meer: "positie Omtzigt, functie elders". Ollongren en medeverkenner Annemarie Jorritsma stapten wegens het bekend worden van de notitie diezelfde dag nog op. Vanuit diverse Kamerfracties werd opheldering over deze passage gevraagd. Omtzigt noemde "functie elders" een affront tegen de Nederlandse kiezer. Mark Rutte, demissionair minister-president en fractieleider van de VVD in de Tweede Kamer, verklaarde dat hij in zijn gesprekken met de verkenners het niet over Omtzigt had gehad. Uit de op 1 april openbaar gemaakte gespreksnotities bleek dat Rutte wel degelijk gesproken had over Omtzigt, specifiek dat een positie als minister voor hem acceptabel was. Rutte gaf aan dat hij dat vergeten was. De Tweede Kamer verwierp een motie van wantrouwen tegen Rutte, maar nam een motie van afkeuring aan.
Ondanks dat Omtzigt nog steeds met een burn-out thuis zat, nam hij op 31 maart 2021 wel zijn zetel in. Door de ophef rond hem als Kamerlid in de formatie gaf hij aan dat hij moeilijker herstelde. Uiteindelijk koos hij er daarom op 25 mei 2021 toch voor om zich tijdelijk te laten vervangen.

#### Memo Omtzigt over het CDA
Op 10 juni 2021 lekte een 78 pagina's tellend memo uit van Omtzigt, gericht aan de commissie-Spies van het CDA die de uitslag van de Tweede Kamerverkiezingen van maart 2021 analyseerde. Het memo was uitsluitend bedoeld voor intern gebruik, om een inhoudelijke discussie te kunnen voeren. Omtzigt gaf daarin een scherpe visie over het functioneren van de CDA, over fractiemedewerkers en CDA-Tweede Kamerleden die niet met naam werden genoemd en schreef dat hem het lijsttrekkerschap was beloofd als Hugo de Jonge zich als lijsttrekker zou terugtrekken. Het lijsttrekkerschap werd na De Jonges vertrek echter aangeboden aan Wopke Hoekstra. Volgens Omtzigt ging dat volledig buiten hem om. Fractiemedewerkers en Tweede Kamerleden zouden volgens Omtzigt over hem hebben gezegd dat hij een "psychopaat, zieke man, teringhond, eikel, gestoord" en "labiel" is. Sommige van die beweringen waren door Omtzigt in een WhatsApp-screenshot aan de memo toegevoegd. Twee dagen later zegde Omtzigt zijn lidmaatschap van het CDA op "met pijn in mijn hart" en kondigde aan de intentie te hebben om na zijn ziekteverlof verder te gaan als onafhankelijk Tweede Kamerlid. Hij ontkende de memo zelf gelekt te hebben.

#### Terug in Tweede Kamer als 'afsplitser'
Op 15 september 2021 kwam Omtzigt terug in de Tweede Kamer als lid van een eenmansfractie onder de naam Lid Omtzigt. In een interview met De Twentsche Courant Tubantia een week eerder, had Omtzigt aangegeven een terugkeer naar CDA uit te sluiten. Als zogenaamde 'afsplitser' kreeg hij van de Tweede Kamer de helft minder spreektijd tijdens debatten en 75 procent minder financiële en personele ondersteuning in vergelijking met een partij met één zetel.
In november 2021 is de Stichting Steunfonds Groep Omtzigt van start gegaan. Vier, zowel actieve als voormalige, CDA-leden onder wie voormalig Tweede Kamerlid Hein Pieper en advocaat Evelien Quist hebben plaats in het stichtingsbestuur. Doel is het beschikbaar stellen van middelen voor het uitvoeren van projecten, het tot stand brengen van visies en ontwikkelingen op wetenschappelijk gebied. Daarnaast biedt het steunfonds mogelijkheden om ICT en communicatiekosten te voldoen en bijeenkomsten te organiseren.
Door de media als vrienden, aanhangers en sympathisanten omschreven initiatiefnemers, richtten met een "kopie van Omtzigts politieke agenda" in december 2022 de politieke partij Alliantie op. De oprichting gaf vanwege de zeer nauwe persoonlijke relaties tussen Omtzigt en de oprichters aanleiding tot speculaties in landelijke media over beginnende partijvorming door en ten behoeve van het partijloos Kamerlid. Hoewel Omtzigt volgens de woorden van zijn woordvoerder "warme banden" met de oprichters en leden van Alliantie onderhoudt, is Omtzigt geen lid. Ondanks verzoeken daartoe stelde hij zich ook geen kandidaat voor die partij bij de Provinciale Statenverkiezingen 2023, hij gaf prioriteit aan zijn parlementaire werkzaamheden.

### Nieuw Sociaal Contract (2023-2025)

Omtzigt als partijleider samen met Van Vroonhoven, de latere partijleider, bij de eerste ledenvergadering van NSC op 10 november 2023

Op 20 augustus 2023 liet Omtzigt weten mee te doen aan de vervroegde Tweede Kamerverkiezingen van 22 november 2023 met een nieuwe, mede door hem opgerichte partij, het Nieuw Sociaal Contract (NSC), in de hoop burgers mee te krijgen in zijn visie over hoognodige hervormingen van het landsbestuur. Achtergronden en ideeën daarvoor waren beschreven in zijn boek Een nieuw sociaal contract uit 2021 en het boek Veenbrand uit 2019 van de toenmalig directeur Sociaal en Cultureel Planbureau, Kim Putters. Tijdens de verkiezingscampagne was er lang twijfel over Omtzigts ambitie, wat Omtzigt kritiek opleverde van andere lijsttrekkers. Hij gaf uiteindelijk aan bij een grote verkiezingswinst als nieuwe partij niet meteen in een regering te willen stappen, maar liever in de Tweede Kamer te willen blijven, en enkel onder voorwaarden premier te willen worden. Ook gaf hij aan niet met de PVV te willen samenwerken vanwege een te grote afstand tot de rechtsstaat.
NSC kwam met twintig zetels als drie-na-grootste partij in het parlement. Omtzigt is sindsdien na Wilders het langstzittende Tweede Kamerlid. In een formatie van 223 dagen vormde NSC uiteindelijk met PVV, VVD en BBB het kabinet-Schoof. Omtzigt maakte op 11 september 2024 bekend om gezondheidsredenen voor een aantal weken een stap terug te zetten en zijn werk meer op de achtergrond te doen. Het fractievoorzitterschap van de NSC-fractie werd tijdelijk waargenomen door Nicolien van Vroonhoven. Omtzigt kwam weer terug per 20 november dat jaar, maar nog niet fulltime. Een deel van de taken van het fractievoorzitterschap bleef bij Van Vroonhoven.
Op 18 april 2025 maakte Omtzigt in een zelf gemaakt filmpje op X bekend uit de politiek te stappen. Als reden gaf hij dat het hem anders niet lukte om van zijn burn-out te herstellen. Hij zei ervoor te kiezen om "voor het eerst" zijn gezin en zijn gezondheid voorop te zetten. Zijn taken als fractievoorzitter en partijleider van de NSC werden per direct overgenomen door Van Vroonhoven. Vooralsnog bleef hij formeel aan als Tweede Kamerlid. Uiteindelijk nam hij op 13 mei afscheid als Tweede Kamerlid. Daarbij ontving Omtzigt de onderscheiding ridder in de Orde van Oranje-Nassau.

## Persoonlijk
Omtzigt is sinds 2009 getrouwd met Ayfer Koç, met wie hij twee dochters heeft. Ook twee dochters uit Koç' vorige huwelijk behoren tot het gezin. Koç was van 2010 tot 2022 raadslid en vanaf 2014 fractievoorzitter van het CDA in de gemeenteraad van Enschede.

## Verkiezingsuitslagen
| Verkiezing                    | Partij | Positie    | Stemmen   |
| ----------------------------- | ------ | ---------- | --------- |
| Tweede Kamer 2003             | CDA    | 51 (lijst) | 1.010     |
| Tweede Kamer 2006             | CDA    | 37 (lijst) | 1.934     |
| Tweede Kamer 2010             | CDA    | 29 (lijst) | 4.718     |
| Tweede Kamer 2012             | CDA    | 39 (lijst) | 36.750    |
| Tweede Kamer 2017             | CDA    | 4 (lijst)  | 97.638    |
| Gemeenteraad 2018 in Enschede | CDA    | 22         | 493       |
| Tweede Kamer 2021             | CDA    | 2 (lijst)  | 342.472   |
| Tweede Kamer 2023             | NSC    | 1 (lijst)  | 1.203.187 |

## Publicaties
- Essays on Cointegration Analysis (proefschrift, 2003)
- The slow disappearance of the Syriacs from Turkey and of the Grounds of the Mor Gabriel Monastery ISBN 978-3-643-90268-9 (samen met William Dalrymple, Markus K. Tozman en Andrea Tyndall, 2012)
- Een nieuw sociaal contract ISBN 978-9-044-64805-8 (Prometheus, 2021)
- Naar een beter bestuur van en voor Nederland (Samenvatting van Manifest, 2021)
- Denken in oplossingen: een pleidooi voor meer regie en een nieuwe ordening, de tekst wordt gepubliceerd door Uitgeverij EW naar aanleiding van de HJ Schoo-lezing in 2024.

### Bestseller 60
| Boeken met noteringen in de Nederlandse Bestseller 60 | Jaar van verschijnen | Datum van binnenkomst | Hoogste positie | Aantal weken | Opmerkingen |
| ----------------------------------------------------- | -------------------- | --------------------- | --------------- | ------------ | ----------- |
| Een nieuw sociaal contract                            | 2021                 | 23-02-2021            | 1(1wk)          | 30           |             |

## Prijzen
- Uitzonderlijke Bijdrage aan de Pensioensector (2012), Nederlands Pensioen en Beleggingsnieuws.[72]
- Kamerlid van het Jaar (2012), Parlementaire Pers Vereniging (PPV).[73]
- Prinsjesprijs 2016 uitgereikt door juryvoorzitter Wim Deetman tijdens het Prinsjesfestival. De jury van de Prinsjesprijs noemde Omtzigt een luis in de pels van het kabinet.[74]
- Politieke Prestatie van 2019, EenVandaag, voor inzet in het blootleggen van de toeslagenaffaire, met Renske Leijten.[75]
- Liberaal van het Jaar, door de JOVD op 29 januari 2021 vanwege zijn inzet om het onrecht van de gedupeerde ouders in de toeslagenaffaire boven tafel te krijgen.[76]
- Thorbeckeprijs voor politieke welsprekendheid, op 30 juni 2022.[77]

## Voetnoten
1. ↑  Pieter Omtzigt 11 juni 2015: "Diep in mijn hart vind ik dat de haven te weinig heeft gekregen. De Stichting Ammodo speelt mooi weer en reikt prachtige prijzen uit, maar niet met geld dat van die mensen is. Ik ben helemaal voor privaat initiatief, en ook voor goede doelen en cultuur, maar deze pensioenpremies zijn betaald door de werkgevers en de werknemers in de havensector om er pensioen van te maken. Dus moet het aan pensioenen worden uitgegeven. Dat dit niet gebeurt, vind ik nog steeds pijnlijk”. Deze alinea is uit het boek Pensioenmiljoenen geschrapt
2. ↑  De bewuste foto zou later uitgeroepen worden tot Nieuwsfoto van het jaar.